# ビセンテ・イボーラ
ビセンテ・イボーラ (Vicente Iborra de la Fuente、1988年1月16日 - ) は、スペイン・バレンシア州モンカーダ出身の元サッカー選手。現役時代のポジションはミッドフィールダー。

## 経歴
13歳の時にレバンテUDのカンテラに入団し、2007年のBチームに昇格。2007-08シーズン途中にトップチームに引き上げられ、2008年1月にコパ・デル・レイのヘタフェCF戦でトップチームデビュー　。同月のリーグ戦のレアル・マドリード戦でリーガ初出場を飾るものの、チームはリーグ最下位に終わり、セグンダ・ディビシオンに降格。2シーズン下部リーグで過ごした後、2010-11シーズンにプリメーラ・ディビシオンに復帰。レバンテは慢性的な戦力不足に悩まされながらも奮闘し、2011-12シーズンは6位で終了し、UEFAヨーロッパリーグ出場権も獲得するなど大健闘を見せた。イボーラもチームキャプテンとして奮闘し、スペイン代表候補にも挙げられるようになる。
2013-14シーズン開幕前、イボーラはセビージャFCに移籍。2014年、2015年と2年連続でUEFAヨーロッパリーグ連覇を経験した。
2017年7月4日、レスター・シティFCに移籍することが発表された。
2019年1月7日、ビジャレアルCFに移籍することが発表された。
2022年7月29日、セグンダ・ディビシオンに降格した古巣レバンテへ1シーズンの間レンタル移籍することが決定した。
2023年7月11日、1年契約でオリンピアコスFCへ移籍した。
2024年7月9日、1年契約でレバンテに復帰した。
2025年7月、現役引退を表明した.。

## タイトル

### クラブ
セビージャFC
- UEFAヨーロッパリーグ : 3回 (2013-14, 2014-15, 2015-16)

ビジャレアルCF
- UEFAヨーロッパリーグ : 1回 (2020-21)